# Парламентарни избори в България (ноември 1923)
Парламентарните избори се провеждат на 18 ноември 1923 година в Царство България и са за XXI обикновено народно събрание. Това са вторите избори през 1923 г. поради предсрочното разпускане на XX обикновено народно събрание след Деветоюнския преврат.
Спечелени са от Демократическия сговор, който печели 200 места.

## Резултати
| Party                                                                  | Гласове   | %    | Места | +/–  |
| ---------------------------------------------------------------------- | --------- | ---- | ----- | ---- |
| Демократически сговор                                                  | 639 881   | 63,8 | 200   | –    |
| Български земеделски народен съюз                                      | 132 160   | 13,2 | 19    | −193 |
| Националлиберална партия                                               | 120 640   | 12,0 | 7     | +7   |
| Българска работническа социалдемократическа партия (широки социалисти) | 68 943    | 6,9  | 19    | –    |
| БЗНС–БКП (Занаятчии)                                                   | 12 246    | 0,8  | 2     | –    |
| Българска комунистическа партия                                        | 8 437     | 0,8  | 2     | –    |
| Независими                                                             | 21 206    | 2,1  | 2     | –    |
| Невалидни/празни гласове                                               | 92 964    | –    | –     | –    |
| Общо                                                                   | 1 096 477 | 100  | 247   | +2   |
| Източник: Nohlen & Stöver                                              |           |      |       |      |